# Soleá

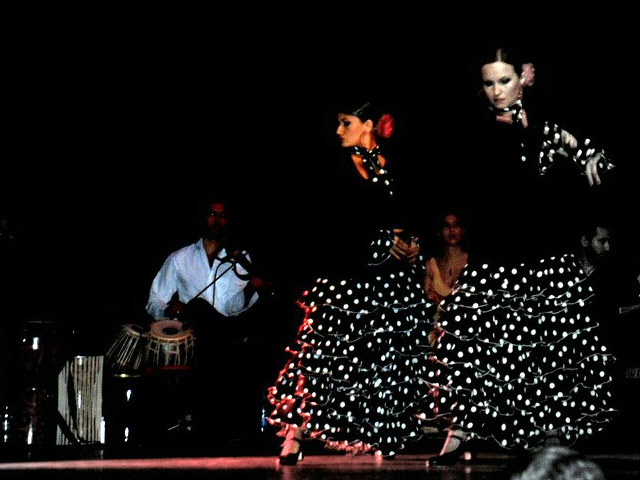
Soleá por bulerías

Die Soleá (spanisch), Mehrzahl Soleares, ist eine Form, ein Palo, des Flamenco. Neben der Seguiriya (wie die Soleá ein getragener Flamencostil) ist sie eine seiner beiden wichtigsten historischen Säulen. Seit dem 19. Jahrhundert wird sie von den angesehensten Musikern und Tänzerinnen interpretiert und weiterentwickelt.

## Geschichte
Soleá bedeutet auf Andalusisch Einsamkeit (spanisch soledad, Plural soledades). Die Gattungsbezeichnung stammt möglicherweise aus dem Anfangsvers einer frühen Soleá. Die Ursprünge dieses Palo sind unklar. Wahrscheinlich kam die Soleá, die neben der Seguiriya und der Caña zu den ältesten Flamencogesängen gehört, in der ersten Hälfte des 19. Jahrhunderts auf (so bei den gitanes 1840 in Triana), zunächst als Gesangsbegleitung zum Tanz Jaleo. Im Lauf der Zeit löste sie sich als eigenständige Form vom Jaleo und wurde langsamer. Die ersten überlieferten Soleares sang die Gitana La Andonda, Geliebte von El Fillo.
Mit dem Aufkommen der Cafés de cante in Sevilla gegen Ende des 19. Jahrhunderts hatte auch die Soleá ihre erste Blütezeit. Die Sängerin Merced La Serneta, „unangefochtene Meisterin der Soleá“, schuf eine große Zahl sehr persönlicher Soleares und gründete eigens eine Schule für diesen Palo. In Cádiz entwickelte Enrique el Mellizo einen regionalen Typ von Soleares. Isaac Albéniz setzte sie als charakterisierendes Element in seiner Iberia-Suite ein. Um 1900 schuf Joaquin el de la Paula die Soleares de Alcalá.
Im beginnenden 20. Jahrhundert verbreiteten sich die Cafés de cante in ganz Südspanien. Mit dem Aufkommen der Ópera Flamenca fanden die leichteren, folkloristischen Stile Ostandalusiens Zuspruch beim Publikum – zulasten der traditionellen Formen. Im privaten Kreis hielten jedoch viele Musiker an den Traditionen fest. Auf Initiative von Manuel de Falla und Federico Garcia Lorca fand 1922 in Granada ein Wettbewerb des Cante jondo statt, an dem sich Musiker wie La Niña de los Peines, Manuel Torre und Juana la Macarrona beteiligten. Diego Bermúdez Cala und der erst dreizehnjährige Manolo Caracol teilten sich den ersten Preis. Antonio Chacón leitete die Jury. 1956 fand der Flamenco-Wettbewerb von Córdoba statt. Mit den nun regelmäßig stattfindenden Wettbewerben und Festivals fand die Soleá wieder ein breiteres Publikum. Auch auf den Tablaos, den kleinen Flamenco-Bühnen Sevillas, wurden ab den 1950er Jahren die traditionellen Palos dargeboten. 1965 nahm Manolito de María (1904–1965) seine Soleares de Alcalá auf. Der Schriftsteller José Manuel Caballero Bonald veröffentlichte sie 1969 in seinem Archivo del cante flamenco. Traditionsbewusste Künstler wie Manolito de María, El Chocolate und viele andere trugen dazu bei, dass die Soleá wieder zum festen Bestandteil des Repertoires in den Tablaos, auf den Bühnen der Festivals und im spanischen Fernsehen wurde.

## Dramaturgie und Ästhetik
Die Soleá hat einen ruhigen, melancholischen Charakter. Der Gitarrist Pedro Peña charakterisiert sie so:

„Die Soleá ist der Cante, der um Mitternacht oder um ein Uhr nachts gesungen wird, wenn der Geist noch ruhig ist, wenn man sich wohl fühlt und einem die Tränen noch nicht in den Augen stehen.“

Wie die anderen Palos des traditionellen Gitano-Flamenco sucht die Soleá nicht den Wohlklang, sondern folgt einer Ästhetik des Schmerzes. Hör- und Sehgewohnheiten des westlichen Publikums läuft sie zuwider. Die Musik ist orientalisch geprägt, Harmonie und Rhythmus sind anders als in der westlichen Welt, in der seit Jahrhunderten Dur- und Moll-Tonalität und einfache Zweier- und Dreier-Rhythmen dominieren. Körperliche Schönheit der Teilnehmer, auch der Tänzerinnen, spielt im Cante jondo keine Rolle; entscheidend ist die maximale Expressivität.
In ihrer einfachen Form ist sie ein lyrischer Gesang mit Gitarrenbegleitung, dem Toque.
Als Tanz por la Soleá wird sie von einer Tänzerin getanzt, seltener von einem Tänzer. Begleitet wird sie von einer oder mehreren meist männlichen Gesangsstimmen und dem Toque, fast immer gespielt von ein oder zwei Männern. Typischerweise beginnt die Soleá mit einem Vorspiel. Zum einsetzenden Gesang betritt die Tänzerin die Bühne. In der Folge verbinden sich Gesang und Tanz, die Tänzerin begleitet den Gesang mit ausdrucksvollen Bewegungen, bei denen die Arme und Hände eine große Rolle spielen. Unterbrochen werden die Gesänge von rasanten Zapateado-Soli der Tänzerin. Die Sänger unterstützen sie dabei mit kunstvollem rhythmischem Händeklatschen und Anfeuerungsrufen.

## Verse
Die Strophen, die Coplas einer Soleá, bestehen aus drei achtsilbigen Versen mit Vollreim oder assonantem Reim. Der Reim entfällt auf den ersten und dritten Vers:

«Mira que te quedas sola. / Mira como yo me quedo / conmigo y con mi sombra»

„Sieh, du bist allein. / Sieh, wo ich nun bleibe / allein mit mir und meinem Schatten“

Als weiteres Beispiel sei ein Gedicht von Federico Garcia Lorca angeführt:
La soleá
Vestida con mantos negros

piensa que el mundo es chiquito

y el corazón es inmenso.
Vestida con mantos negros.
Piensa que el suspiro tierno

y el grito, desaparecen

en la corriente del viento.
Vestida con mantos negros.
Se dejó el balcón abierto

y el alba por el balcón

desembocó todo el cielo.
¡Ay yayayayay,

que vestida con mantos negros!
Die Soleá
Angetan mit schwarzen Schleiern

denkt sie sich, die Welt ist winzig

und das Herz ist unermesslich.
Angetan mit schwarzen Schleiern
Denkt sie, dass der schwache Seufzer,

dass der Schrei dahin auch schwinde

in des Windes langem Strome
Angetan mit schwarzen Schleiern
Der Balkon blieb weit geöffnet,

und durch ihn ergoss der ganze

Himmel sich beim Morgengrauen
Ay yayayayay,

ganz angetan mit schwarzen Schleiern!
Coplas von Soleares sind in der Regel nicht leicht zugänglich. Sie sind häufig in andalusischen Spanisch geschrieben, in das gelegentlich Worte aus dem Caló, der Sprache der Gitanos, einfließen. Übersetzungen sind oft heikel.
Die niedergeschriebene und die gesungene Fassung klaffen für gewöhnlich auseinander. Die Sänger streben maximalen Ausdruck an, entsprechend wählen sie ihre Betonungen und ihre Gesangssequenzen nach dem Empfinden und nicht nach den Konventionen geschriebener Dichtung:

„El flamenco no cabe en er papé“

„Der Flamenco hält auf dem Papier nicht“

## Musik

### Gesang
Der Sänger einer Soleá strebt nicht nach einem reinen, klaren Belcanto. Charakteristisch sind vielmehr raue, brüchige, aber gleichzeitig kraftvolle Afillá-Stimmen; benannt nach Francisco Ortega Vargas El Fillo († 1878). Wie in anderen Palos machen die Sänger reichlich Gebrauch von eingestreuten ¡ay!-Rufen. Diese haben nicht nur die Funktion eines Klagelauts, sondern dienen dazu, Zäsuren im Text zu setzen oder sogar Zeilen und Refrains zu ersetzen. Charakteristisch für die Soleá ist ferner die Lautfolge lerelerele, mit der sie häufig eingeleitet wird.

### Harmonie
Die Musik der Soleá ist modal; sie wird in der Regel in phrygischer Tonart gespielt. Die charakteristische andalusische Kadenz IV-, III, II, I, eine Abwandlung der phrygischen Kadenz, ist des Öfteren zu hören. Bei der Auflösung zur I wird die kleine Terz üblicherweise durch eine große Terz ersetzt.
Für gewöhnlich nutzen die Gitarristen ein Kapodaster, ein Cejillo, um sich der Stimmlage des Gesangs anzupassen und trotzdem die gewohnten Griffe verwenden zu können.

### Rhythmus
Der Rhythmus der Soleá, ihr Compás, folgt dem auch in anderen Palos üblichen Zwölf-Schlag-Schema. Betont (akzentuiert) werden (wie bei Alegrías, Caña und Bulerías) der 3., 6., 8., 10. und 12. „Schlag“:
| Schläge   | 1 – 2 – 3       | 4 – 5 – 6          | 7 – 8       | 9 – 10      | 11 – 12 |
| Zählweise | u-no dos y tres | cua-tro cincoyseis | sie-teyocho | nue-veydiez | un-dos  |

Wenn die folgende charakteristische Abwandlung geklatscht wird, erkennen Kundige sofort die Soleá:

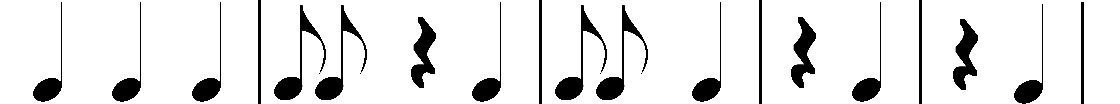
Compás der Soleá

## Stilarten
Die Soleares werden üblicherweise nach ihrer Herkunft klassifiziert. Eine Arbeit der Autoren Luis Soler Guevara und Ramón Soler Diaz untersuchte 1.269 Soleares, die sie nach musikalischen Kriterien und der Ausgestaltung der Texte in 95 Varianten unterteilten. Eine gröbere Klassifizierung unterscheidet die Soleares aus Alcalá, aus Utrera und aus Triana. Die Soleares aus anderen Städten werden mit bestimmten Personen in Verbindung gebracht, die sie schufen oder verbreiteten:
- Jerez: Curro Frijones, Manuel Torre und El Chozas
- Cádiz: El Mellizo und Paquirri el Guanté
- Córdoba: Mercedes la Serneta, El Mellizo und Ramón el Ollero

Mit der Soleá verwandt oder von ihr abgeleitet sind Polo, Caña (variiert auch in Soleares vorkommend), Bulería, Jaleos extremeños und diverse Cantiñas: Alegría, Caracol, Mirabrá, Romera und Rosa. Zwischen Bulería und Soleá gibt es die Übergangsformen:
- Soleá por Bulería, genannt auch Soleá por medio, eine etwas schnellere Soleá mit Anklängen an die heitere Bulería;
- Bulería por Soleá, eine langsamere Bulería, die etwas nach Soleá klingt.